# Liste der Präsidenten der französischen Regionalräte
Die folgende Liste enthält die Präsidenten der Regionalräte (französisch conseils régionaux, Singular conseil régional) der Regionen Frankreichs seit der ersten Direktwahl der Regionalräte im Jahre 1986 (im Falle der Regionen in Übersee 1983) sowie die Präsidenten der entsprechenden Organe Korsikas und der überseeischen Collectivités territoriales uniques.

## Aktuelle Regionen im Mutterland

### Auvergne-Rhône-Alpes
| Amtszeit  | Präsidenten des Regionalrates | Partei |
| --------- | ----------------------------- | ------ |
| 2016–2024 | Laurent Wauquiez              | LR     |
| 2024–     | Fabrice Pannekoucke           | LR     |

### Bourgogne-Franche-Comté
| Amtszeit | Präsidenten des Regionalrates | Partei |
| -------- | ----------------------------- | ------ |
| 2016–    | Marie-Guite Dufay             | PS     |

### Bretagne
| Amtszeit  | Präsidenten des Regionalrates | Partei       |
| --------- | ----------------------------- | ------------ |
| 1986–1998 | Yvon Bourges                  | RPR          |
| 1998–2004 | Josselin de Rohan             | RPR bzw. UMP |
| 2004–2012 | Jean-Yves Le Drian            | PS           |
| 2012–2015 | Pierrick Massiot              | PS           |
| 2015–2017 | Jean-Yves Le Drian            | PS           |
| 2017–     | Loïg Chesnais-Girard          | DVG          |

### Centre-Val de Loire
Bis 2015 hieß die Region Centre.
| Amtszeit  | Präsidenten des Regionalrates | Partei |
| --------- | ----------------------------- | ------ |
| 1986–1998 | Maurice Dousset               | UDF-PR |
| 1998      | Bernard Harang                | UDF-DL |
| 1998–2000 | Michel Sapin                  | PS     |
| 2000      | Jean Germain                  | PS     |
| 2000–2004 | Alain Rafesthain              | PS     |
| 2004–2007 | Michel Sapin                  | PS     |
| 2007      | Jean Germain                  | PS     |
| 2007–     | François Bonneau              | PS     |

### Grand Est
Der provisorische Name der Region war 2016 zunächst Alsace–Champagne-Ardenne–Lorraine.
| Amtszeit  | Präsidenten des Regionalrates | Partei   |
| --------- | ----------------------------- | -------- |
| 2016–2017 | Philippe Richert              | LR       |
| 2017–2022 | Jean Rottner                  | LR       |
| 2023–     | Franck Leroy                  | Horizons |

### Hauts-de-France
Der provisorische Name der Region war 2016 zunächst Nord-Pas-de-Calais-Picardie.
| Amtszeit | Präsidenten des Regionalrates | Partei |
| -------- | ----------------------------- | ------ |
| 2016–    | Xavier Bertrand               | LR     |

### Île-de-France
| Amtszeit  | Präsidenten des Regionalrates | Partei |
| --------- | ----------------------------- | ------ |
| 1986–1988 | Michel Giraud                 | RPR    |
| 1988–1992 | Pierre-Charles Krieg          | RPR    |
| 1992–1998 | Michel Giraud                 | RPR    |
| 1998–2015 | Jean-Paul Huchon              | PS     |
| 2015–     | Valérie Pécresse              | LR     |

### Normandie
| Amtszeit | Präsidenten des Regionalrates | Partei         |
| -------- | ----------------------------- | -------------- |
| 2016–    | Hervé Morin                   | UDI-NC bzw. LC |

### Nouvelle-Aquitaine
Der provisorische Name der Region war 2016 zunächst Aquitaine–Limousin–Poitou-Charentes.
| Amtszeit | Präsidenten des Regionalrates | Partei |
| -------- | ----------------------------- | ------ |
| 2016–    | Alain Rousset                 | PS     |

### Okzitanien
| Amtszeit | Präsidenten des Regionalrates | Partei |
| -------- | ----------------------------- | ------ |
| 2016–    | Carole Delga                  | PS     |

### Pays de la Loire
| Amtszeit  | Präsidenten des Regionalrates | Partei                              |
| --------- | ----------------------------- | ----------------------------------- |
| 1986–1998 | Olivier Guichard              | RPR                                 |
| 1998–2002 | François Fillon               | RPR bzw. UMP                        |
| 2002–2004 | Jean-Luc Harousseau           | UMP                                 |
| 2004–2015 | Jacques Auxiette              | PS                                  |
| 2015–2017 | Bruno Retailleau              | LR                                  |
| 2017–     | Christelle Morançais          | LR (bis 2022), Horizons (seit 2024) |

### Provence-Alpes-Côte d’Azur
| Amtszeit  | Präsidenten des Regionalrates | Partei |
| --------- | ----------------------------- | ------ |
| 1986–1998 | Jean-Claude Gaudin            | UDF    |
| 1998–2015 | Michel Vauzelle               | PS     |
| 2015–2017 | Christian Estrosi             | LR     |
| 2017–     | Renaud Muselier               | RE     |

## Korsika(Corse)
Korsika war 1982 bis 1992 eine Region mit Sonderstatus und 1992 bis 2008 eine Gebietskörperschaft mit Sonderstatus unter der Bezeichnung Collectivité territoriale de Corse, die auch die Aufgaben der Regionalebene wahrnahm. Seit 2008 ist es eine Collectivité territoriale unique mit der Bezeichnung Collectivité de Corse, die zusätzlich die Aufgaben der bisherigen zwei korsischen Départements wahrnimmt. Die Volksvertretung, Äquivalent des Regionalrates, heißt in Korsika seit 1982 Assemblée de Corse. Während bis 1992 der Präsident der Volksvertretung ebenso wie in den anderen Regionen zugleich an der Spitze der Exekutive stand, existiert seit 1992 ein separates Exekutivorgan, der Exekutivrat (Conseil exécutif de Corse).
| Amtszeit                      | Präsidenten der Versammlung Korsikas (Assemblée de Corse) | Partei        |
| ----------------------------- | --------------------------------------------------------- | ------------- |
| 1982–1984                     | Prosper Alfonsi                                           |               |
| 1984–1998                     | Jean-Paul de Rocca Serra                                  | RPR           |
| 1998–2004                     | José Rossi                                                | DL bzw. UMP   |
| 2004–2010                     | Camille de Rocca Serra                                    | UMP           |
| 2010–2015                     | Dominique Bucchini                                        | PCF           |
| 2015–2021                     | Jean-Guy Talamoni                                         | CL            |
| 2021–                         | Marie-Antoinette Maupertuis                               | FaC           |
| Präsidenten des Exekutivrates |                                                           |               |
| 1992–2004                     | Jean Baggioni                                             | Divers droite |
| 2004–2010                     | Ange Santini                                              | UMP           |
| 2010–2015                     | Paul Giacobbi                                             | UMP           |
| 2015–                         | Gilles Simeoni                                            | FaC           |

## Überseeregionen und überseeische Collectivités territoriales uniques

### Französisch-Guayana(Guyane)
Französisch-Guayana war 1983 bis 2015 eine Überseeregion und ist seitdem eine Collectivité territoriale unique mit der Bezeichnung Collectivité territoriale de Guyane, deren Hauptorgan die Bezeichnung Assemblée de Guyane trägt.
| Amtszeit  | Präsidenten des Regionalrates                                          | Partei                          |
| --------- | ---------------------------------------------------------------------- | ------------------------------- |
| 1983–1992 | Georges Othily                                                         | PS                              |
| 1992–2010 | Antoine Karam                                                          | Parti socialiste guyanais (PSG) |
| 2010–2015 | Rodolphe Alexandre                                                     | parteilos (divers droite)       |
| Amtszeit  | Präsidenten der Versammlung Französisch-Guayanas (Assemblée de Guyane) | Partei                          |
| 2015–2021 | Rodolphe Alexandre                                                     | Guyane rassemblement            |
| 2021–     | Gabriel Serville                                                       | Péyi Guyane                     |

### Guadeloupe
| Amtszeit  | Präsidenten des Regionalrates | Partei                                    |
| --------- | ----------------------------- | ----------------------------------------- |
| 1983–1986 | José Moustache                |                                           |
| 1986–1992 | Félix Proto                   |                                           |
| 1992–2004 | Lucette Michaux-Chevry        | RPR bzw. UMP                              |
| 2004–2012 | Victorin Lurel                | PS                                        |
| 2012–2014 | Josette Borel-Lincertin       | PS                                        |
| 2014–2015 | Victorin Lurel                | PS                                        |
| 2015–     | Ary Chalus                    | Guadeloupe unie, solidaire et responsable |

### Martinique
Martinique war 1983 bis 2015 eine Überseeregion und ist seit 2015 eine Collectivité territoriale unique mit der Bezeichnung Collectivité territoriale de Martinique, deren Volksvertretung die Bezeichnung Assemblée de Martinique trägt, während das Exekutivorgan seitdem der Exekutivrat (Conseil exécutif de Martinique) ist.
| Amtszeit  | Präsidenten des Regionalrates                                        | Partei                                              |
| --------- | -------------------------------------------------------------------- | --------------------------------------------------- |
| 1983–1986 | Aimé Césaire                                                         | Parti progressiste martiniquais (PPM)               |
| 1986–1992 | Camille Darsières                                                    | PPM                                                 |
| 1992–1998 | Émile Capgras                                                        | Parti communiste martiniquais (PCM)                 |
| 1998–2010 | Alfred Marie-Jeanne                                                  | Mouvement indépendantiste martiniquais (MIM)        |
| 2010–2015 | Serge Letchimy                                                       | PPM                                                 |
| Amtszeit  | Präsidenten der Versammlung von Martinique (Assemblée de Martinique) | Partei                                              |
| 2015–2021 | Claude Lise                                                          | Rassemblement démocratique pour la Martinique (RDM) |
| 2021–     | Lucien Saliber                                                       | divers gauche                                       |
| Amtszeit  | Präsidenten des Exekutivrates                                        | Partei                                              |
| 2015–2021 | Alfred Marie-Jeanne                                                  | MIM                                                 |
| 2021–     | Serge Letchimy                                                       | PPM                                                 |

### Mayotte
Mayotte ist seit 2011 eine Collectivité territoriale unique mit der Bezeichnung Département de Mayotte, deren Hauptorgan der Départementrat (Conseils départemental de Mayotte) ist.
| Amtszeit  | Präsidenten des Départementrates | Partei       |
| --------- | -------------------------------- | ------------ |
| 2011–2015 | Daniel Zaïdani                   |              |
| 2015–2021 | Soibahadine Ibrahim Ramadani     | UMP, dann LR |
| 2021–     | Ben Issa Ousséni                 | LR           |

### Réunion
| Amtszeit  | Präsidenten des Regionalrates | Partei                                     |
| --------- | ----------------------------- | ------------------------------------------ |
| 1983–1986 | Mario Hoarau                  |                                            |
| 1986–1992 | Pierre Lagourgue              | damals: RPR – heute: UMP                   |
| 1992–1993 | Camille Sudre                 | Free Dom                                   |
| 1993–1998 | Margie Sudre                  | Free Dom, später parteilos (divers droite) |
| 1998–2010 | Paul Vergès                   | Parti communiste réunionnais (PCR)         |
| 2010–2021 | Didier Robert                 | Objective Réunion (DVD/UMP)                |
| 2021–     | Huguette Bello                | Pour La Réunion (PLR)                      |

## Ehemalige Regionen

### Aquitanien(Aquitaine)
| Amtszeit  | Präsidenten des Regionalrates    | Partei |
| --------- | -------------------------------- | ------ |
| 1986–1988 | Jacques Chaban-Delmas            | RPR    |
| 1988      | Jean François-Poncet (amtierend) |        |
| 1988–1992 | Jean Tavernier                   |        |
| 1992–1998 | Jacques Valade                   | RPR    |
| 1998–2015 | Alain Rousset                    | PS     |

### Auvergne
| Amtszeit  | Präsidenten des Regionalrates | Partei       |
| --------- | ----------------------------- | ------------ |
| 1986–2004 | Valéry Giscard d’Estaing      | UDF bzw. UMP |
| 2004–2006 | Pierre-Joël Bonté             | PS           |
| 2006–2015 | René Souchon                  | PS           |

### Basse-Normandie
| Amtszeit  | Präsidenten des Regionalrates | Partei       |
| --------- | ----------------------------- | ------------ |
| 1986–2004 | René Garrec                   | UDF bzw. UMP |
| 2004–2008 | Philippe Duron                | PS           |
| 2008–2015 | Laurent Beauvais              | PS           |

### Burgund(Bourgogne)
| Amtszeit  | Präsidenten des Regionalrates | Partei       |
| --------- | ----------------------------- | ------------ |
| 1986–1992 | Raymond Janot                 |              |
| 1992–1993 | Jean-Pierre Soisson           |              |
| 1993–1998 | Jean-François Bazin           |              |
| 1998–2004 | Jean-Pierre Soisson           | UDF bzw. UMP |
| 2004–2015 | François Patriat              | PS           |

### Champagne-Ardenne
| Amtszeit  | Präsidenten des Regionalrates | Partei       |
| --------- | ----------------------------- | ------------ |
| 1986–1988 | Bernard Stasi                 | UDF-CDS      |
| 1988–1998 | Jean Kaltenbach               |              |
| 1998–2004 | Jean-Claude Étienne           | RPR bzw. UMP |
| 2004–2015 | Jean-Paul Bachy               | PS           |

### Elsass(Alsace)
| Amtszeit  | Präsidenten des Regionalrates | Partei       |
| --------- | ----------------------------- | ------------ |
| 1986–1996 | Marcel Rudloff                | UDF-CDS      |
| 1996–2009 | Adrien Zeller                 | UDF bzw. UMP |
| 2009–2010 | André Reichardt               | UMP          |
| 2010–2015 | Philippe Richert              | UMP          |

### Franche-Comté
| Amtszeit  | Präsidenten des Regionalrates | Partei       |
| --------- | ----------------------------- | ------------ |
| 1986–1988 | Edgar Faure                   |              |
| 1988–1998 | Pierre Chantelat              |              |
| 1998–2004 | Jean-François Humbert         | UDF bzw. UMP |
| 2004–2008 | Raymond Forni                 | PS           |
| 2008–2015 | Marie-Guite Dufay             | PS           |

### Haute-Normandie
| Amtszeit  | Präsidenten des Regionalrates | Partei |
| --------- | ----------------------------- | ------ |
| 1986–1992 | Roger Fossé                   |        |
| 1992–1998 | Antoine Rufenacht             |        |
| 1998      | Jean-Paul Gauzès              |        |
| 1998–2013 | Alain Le Vern                 | PS     |
| 2013–2015 | Nicolas Mayer-Rossignol       | PS     |

### Languedoc-Roussillon
| Amtszeit  | Präsidenten des Regionalrates | Partei                |
| --------- | ----------------------------- | --------------------- |
| 1986–2004 | Jacques Blanc                 | UDF bzw. UMP          |
| 2004–2010 | Georges Frêche                | PS, ab 2007 parteilos |
| 2010–2010 | Josianne Collerais            | Divers gauche         |
| 2010–2015 | Christian Bourquin            | Divers gauche         |

### Limousin
| Amtszeit  | Präsidenten des Regionalrates | Partei |
| --------- | ----------------------------- | ------ |
| 1986–2004 | Robert Savy                   | PS     |
| 2004–2015 | Jean-Paul Denanot             | PS     |

### Lothringen(Lorraine)
| Amtszeit  | Präsidenten des Regionalrates | Partei       |
| --------- | ----------------------------- | ------------ |
| 1986–1992 | Jean-Marie Rausch             | RPR          |
| 1992–2004 | Gérard Longuet                | RPR bzw. UMP |
| 2004–2014 | Jean-Pierre Masseret          | PS           |
| 2014–2015 | Gérard Vandenbroucke          | PS           |

### Midi-Pyrénées
| Amtszeit  | Präsidenten des Regionalrates | Partei |
| --------- | ----------------------------- | ------ |
| 1986–1988 | Dominique Baudis              |        |
| 1988–1998 | Marc Censi                    |        |
| 1998–2015 | Martin Malvy                  | PS     |

### Nord-Pas-de-Calais
| Amtszeit  | Präsidenten des Regionalrates | Partei    |
| --------- | ----------------------------- | --------- |
| 1986–1992 | Noël Josèphe                  | PS        |
| 1992–1998 | Marie-Christine Blandin       | Les Verts |
| 1998–2001 | Michel Delebarre              | PS        |
| 2001–2015 | Daniel Percheron              | PS        |

### Picardie
| Amtszeit  | Präsidenten des Regionalrates | Partei |
| --------- | ----------------------------- | ------ |
| 1986–2004 | Charles Baur                  |        |
| 2004–2015 | Claude Gewerc                 | PS     |

### Poitou-Charentes
| Amtszeit  | Präsidenten des Regionalrates          | Partei          |
| --------- | -------------------------------------- | --------------- |
| 1986–1988 | Louis Fruchard                         |                 |
| 1988–2002 | Jean-Pierre Raffarin                   | UDF-PR bzw. UMP |
| 2002      | Dominique de la Martinière (amtierend) |                 |
| 2002–2004 | Elisabeth Morin                        | UMP             |
| 2004–2014 | Ségolène Royal                         | PS              |
| 2014–2015 | Jean-François Macaire                  | PS              |

### Rhône-Alpes
| Amtszeit  | Präsidenten des Regionalrates | Partei             |
| --------- | ----------------------------- | ------------------ |
| 1986–1988 | Charles Béraudier             | UDF-CDS            |
| 1988–1999 | Charles Millon                | UDF-PR bzw. UDF-DL |
| 1999–2004 | Anne-Marie Comparini          | UDF                |
| 2004–2015 | Jean-Jack Queyranne           | PS                 |